# 도끼

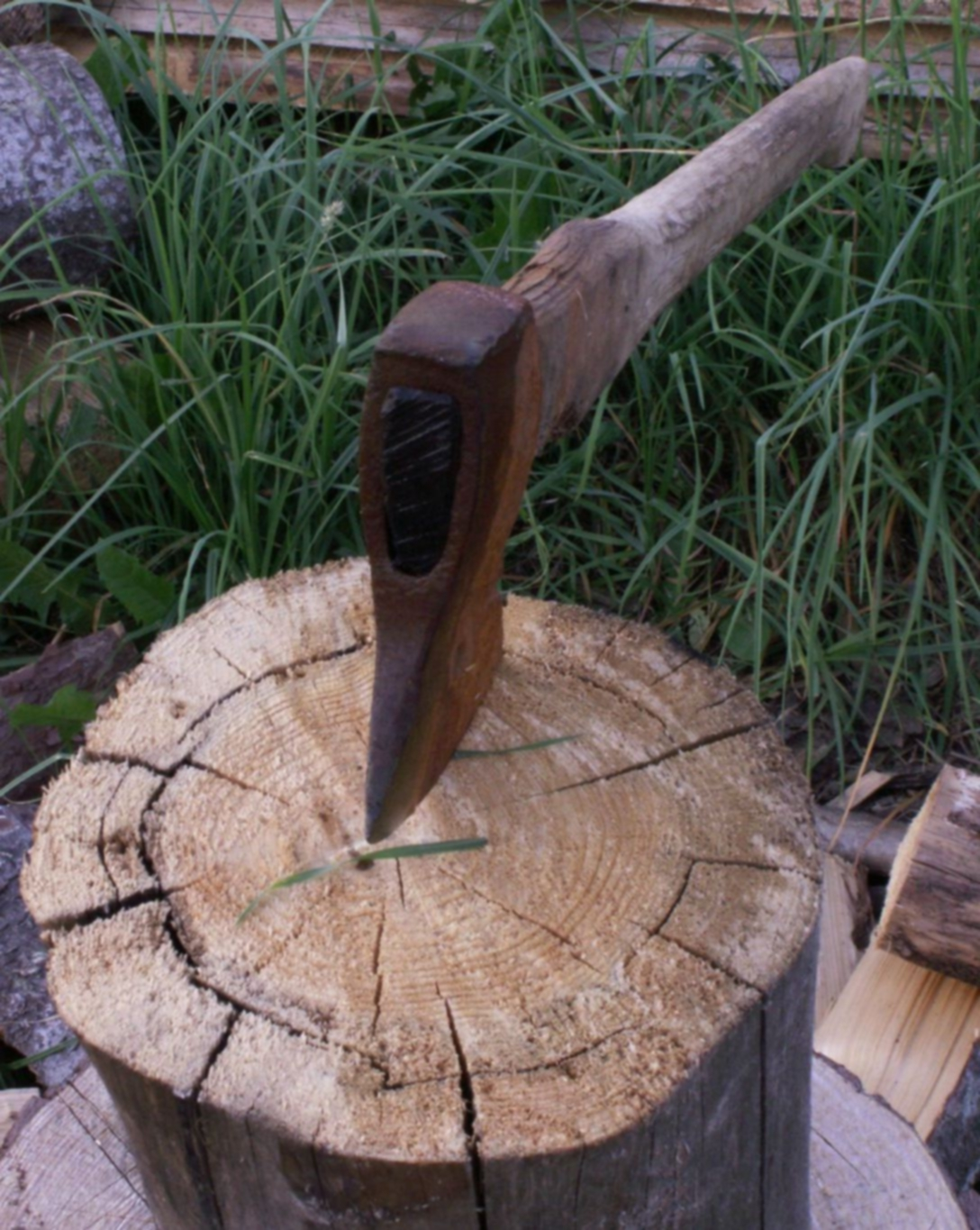
나무에 박힌 도끼.

도끼는 고대부터 사용되어 오던 연장, 무기의 일종으로 주로 나무를 자르기 위한 용도로 많이 사용된다.
도끼는 날이 있는 머리부분과 손으로 잡을 수 있는 손잡이 부분으로 구분되며, 머리부분의 재질에 따라, 돌도끼, 청동도끼, 쇠도끼 등으로 나뉠 수 있다. 또한 도끼는 청동기시대부터 사용되어 왔으며, 인류의 오래된 무기 중의 하나로 손꼽힌다.
70만 년 전에 도끼는 연장으로 이미 "표준화"가 되었다. 인간의 개체성이 발달했고 100만 년 전 호모 에렉투스가 유라시아 전 지역으로 확산되었는데도(위도가 높은 오스트레일리아나 아메리카는 제외된다) —그러므로 석기의 형태가 상당히 달랐어야 하는데도— 도끼는 모든 곳에서 특이할 정도로 표준화된 모습을 보인다. 고고학자들이 전 세계의 도끼 수천 자루를 조사한 결과, 크기는 다양해도 도끼들 거의 대부분이 거의 동일한 비례로 만들어져 있다는 사실이 밝혀졌다.

## 역사
돌로 만든 손도끼와 손잡이 없이 사용되는 손도끼가 최초의 도끼였다. 부싯돌이나 다른 돌의 절단 모서리를 툭툭 쳐서 썼다. 손도끼의 초기 사례는 후기 올도완(Oldowan)의 160만 년, 에티오피아 남부의 약 140만 년, 올두바이 협곡(Olduvai Gorge)의 120만 년 전 매장지로 거슬러 올라간다. 연마된 절단날로 만든 돌도끼는 호주의 홍적세 말기에 처음 개발되었으며, 아른헴 랜드(Arnhem Land) 지역의 연마날 도끼 조각은 최소 44,000년 전으로 거슬러 올라간다.

## 종류

### 나무를 자르거나 모양을 내기 위한 도끼
- 자귀
- 손도끼
- 주먹도끼
- 장부이음

### 무기로서의 도끼
- 전투도끼
- 토마호크 (도끼)
- 과 (무기)
- 핼버드
- 데인 도끼
- 프랑키스카
- 전투도끼

### 도구로서의 도끼
- 얼음 도끼
- 곡괭이

## 같이 보기
- 날 (도구)
- 전부문화
- 속간
- 금도끼 은도끼
- 체인톱
- 장작
- 벌채
- 가지치기
- 손도끼